# Evangelische Kirche Fechingen

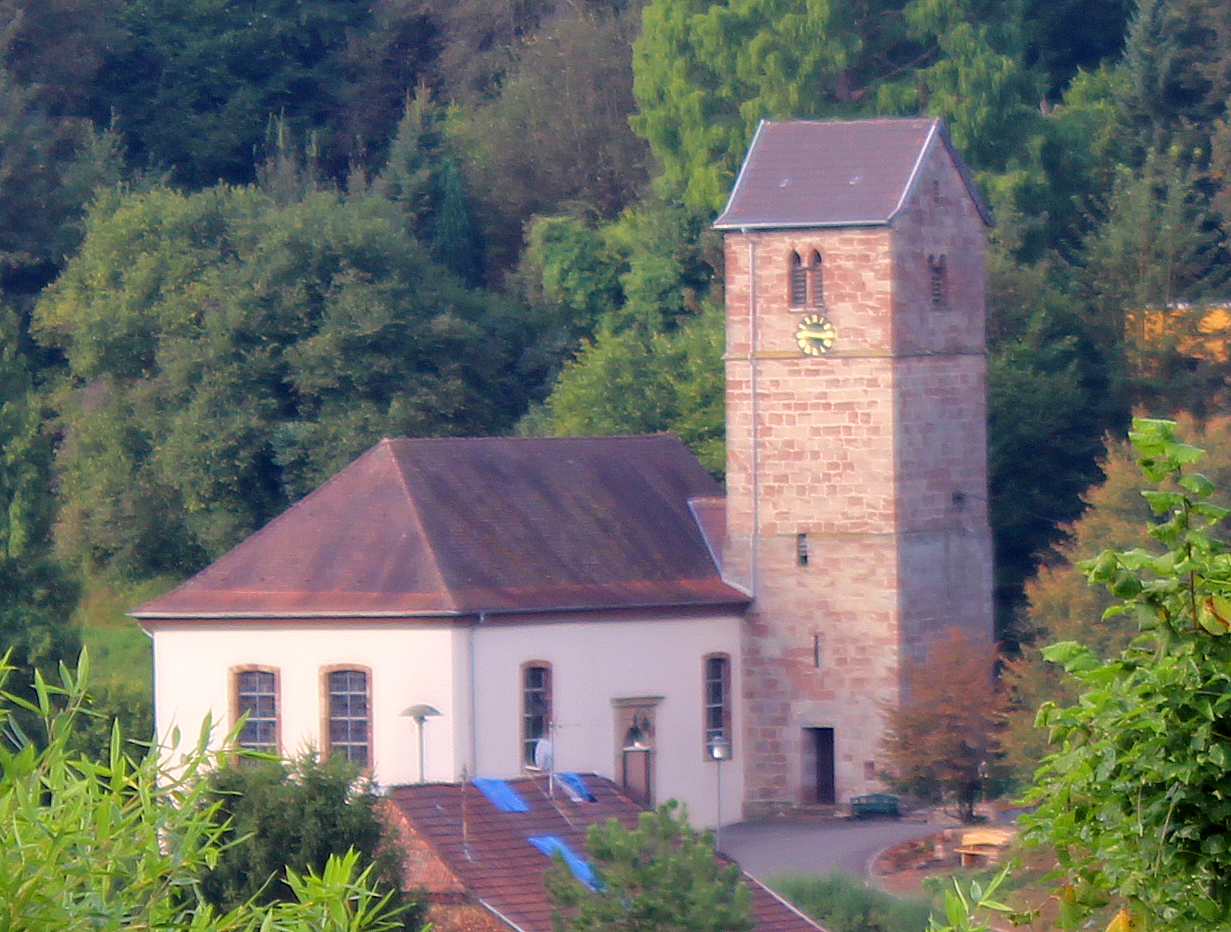
Die evangelische Kirche in Fechingen

Die evangelische Kirche in Fechingen ist ein denkmalgeschütztes Kirchengebäude im Saarbrücker Ortsteil Fechingen. Das Gebäude ist eines der ältesten christlichen Bauwerke des Saarlandes. Die Kirchengemeinde Brebach-Fechingen gehört zum Kirchenkreis Saar-West der Evangelischen Kirche im Rheinland.

## Geschichte
Bereits im 8. Jahrhundert gab es an der Stelle der heutigen Kirche eine hölzerne Kapelle. Das beweisen runde Löcher im Fels des Römerberges. Diese nahmen ursprünglich senkrechte Pfosten auf, die ein Ständerwerk für das Gebäude bildeten. Die Größe der Holzkirche betrug ungefähr 5 × 8 Meter. Sie stand in der Nordwestecke des heutigen Kirchenschiffs. Im 9. Jahrhundert entstand an Stelle der Holzkirche eine etwas größere mit Steinen erbaute Kirche von der nur noch ein kleiner Fundamentrest der einstigen Südostecke erhalten ist. Östlich davon lag eine Gruft. Im 12. Jahrhundert wurde diese Kirche um einige Meter nach Osten verlängert. Dabei wurde auch eine halbrunde oder hufeisenförmige Apsis erbaut. zu diesem Zeitpunkt gehörte die Kirche zum Stift Sankt Arnual.
Im 13. Jahrhundert wurde die Kirche erneut verlängert und erreichte mit 5 × 12 Metern die heutige Länge, war aber nicht so breit wie das heutige Kirchenschiff. Die Gruft wurde dabei überbaut. An der Nordwestecke erhielt die kleine Kirche einen Turm über quadratischem Grundriss.
1712 wurde das Kirchenschiff teilweise erneuert. Eine Zeichnung des Fechinger Lehrers Georg Friedrich Gottlieb aus dem Jahr 1717 zeigt die Kirche mit einem Eingang mit Kielbogen an der Nordwestecke mit Vordach, außerdem einen unverputzten Turm mit Eckquaderung. Das Kirchenschiff besaß auf der Längsseite zwei Achsen und auf der Chorgiebelseite ein Fenster mit Maßwerk und Okulus darüber. An der Nordseite war entlang des Gebäudes eine zur Tür hin ebene Rampe angebaut, die zur Nordostseite aus der Erde ragte und dort einen Eingang hatte. Der entstandene kleine Raum diente als Lager. Im 18. Jahrhundert wurde auch die Gruft wieder als Grablege genutzt.
1779 wurde das Kirchenschiff nach Entwürfen von Johann Jakob Lautemann erweitert und erhielt seine heutige Größe. Der Sakralbau wurde zur Saalkirche und erhielt auf der Westseite einen Okulus, der auf den Altar gerichtet war. Altar und Kanzel standen auf der Ostseite der Kirche zwischen den Fenstern.
1940 wurde die Kirche erstmals beschädigt und notdürftig repariert. 1944 wurde das Gebäude  bei einem Granateneinschlag erneut beschädigt und das Dachgebälk stürzte ein. Bald nach Kriegsende wurde das Gotteshaus erneut notdürftig repariert und Ende der 1940er-Jahre wiederhergestellt. Der Eingang mit rundbogigem Portal war damals auf der Nordseite neben dem Turm. Im Inneren war dort ein Windfang installiert. An der Westwand zwischen den Fenstern stand die Kanzel, davor der Altar, an den Längsseiten standen Bänke und Chorgestühl. Im hinteren Teil der Kirche stand eine von Holzbalken getragene, hufeisenförmige Empore mit der Orgel. Der Baukörper wurde von einem Walmdach gedeckt.
Im Sommer 1965 fanden umfangreiche Grabungen im Inneren der Kirche statt. Dabei wurden zahlreiche Fundamente der Vorgängerkirchen freigelegt und auch die Gruft mit einigen Gräbern entdeckt. 1966 wurde die Kirche dann umfangreich saniert und umgebaut. Das Portal wurde in die Mitte der nördlichen Längsseite verlagert, der Kirchenboden ca. 0,5 Meter tiefer gelegt. Das Dachgebälk wurde entfernt und durch eine Stahlkonstruktion ersetzt. Die Saalkirche wurde vom Längs- zum Breitsaal. Altar und Kanzel wurden an die südliche Längsseite verlegt. Die Empore wurde auf die Breitseite verkürzt und freitragend in den Raum gehängt. Eine weitere Empore wurde auf der gegenüberliegenden Seite installiert.

## Architektur
Die Saalkirche ist heute ein Rechtecksaal mit Walmdach. Auf der Südseite belichten vier Segmentbogenfenster das Innere, alle anderen Seiten besitzen je zwei Fenster. Das barocke Portal der Kirche wird von einem Doppeltür mit Rundbogen in der Mitte der Nordlängsseite gebildet. Pilaster flankieren die Tür und tragen ein hohes Gebälk mit Kranzgesims.
Der dreigeschossige Kirchturm aus Sandsteinquadern mit Satteldach wurde leicht in das Kirchenschiff gesetzt und besitzt deutlich sichtbare Geschossgesimse. Das oberste Geschoss besitzt auf allen vier Seiten Schallarkaden. Auf der Ostseite sitzt eine Turmuhr. Auffällig ist der Türsturz am Eingang zum Turm, der transloziert wurde. Er stammt aus der Zeit um 1150 und wurde mit Flechtband und Kerbschnittornamentik verziert.

### Gruft
Das Alter der Gruft ist unbekannt. Nach heutiger Kenntnis wurde sie im 8. Jahrhundert als ursprünglich eigenständiger Bau errichtet. Die Außenmaße betrugen 4,6 × 5,1 Meter. Ein Tonnengewölbe überwölbte den kleinen Raum, ein Satteldach diente als Schutz. Im 13. Jahrhundert wurde die Gruft bei einer Vergrößerung der Kirche überbaut. Da sie weiter unten am Hang stand, blieb sie dabei erhalten und ist heute Sakristei. Bei den Ausgrabungen im Jahr 1964 fand man in der Gruft vier Särge aus dem 18. Jahrhundert. Die letzte Belegung fand dem Kirchenbuch zufolge im Jahr 1760 statt.  In den Särgen waren zwei Frauen und zwei Kinder der Adelsfamilie Bettendorf bestattet.

## Ausstattung
Der Sandsteinaltar steht auf einem einstufigen Podest. Die Platte hatte ursprünglich die Gruft abgedeckt. Auf ihren wurden mehrere Weihekreuze gefunden, was darauf schließen lässt, dass sie schon im Mittelalter als Mensa diente. Nach einer Überarbeitung wurde sie wieder ihrer ursprünglichen Aufgabe zugeführt.

### Orgel
Ein nach dem System einer Silbermannorgel gebautes Instrument mit 18 Registern und 3 Werken wurde 1951 gekauft. 1954, 1957 und 1965 wurden Einbauten ausgeführt und die Orgel erweitert. Im Rahmen der Umbauten im Jahr 1966 wurde eine neue Orgel (Serienorgel Modell E 8) der Firma Walcker angeschafft. Spiel- und Registertraktur sind mechanisch.
| I Hauptwerk C–c4 |                |    |
| 1.               | Gedeckt        | 8′ |
| 2.               | Prinzipal      | 4′ |
| 3.               | Sesquialter II |    |
| 4.               | Mixtur II–III  |    |

| II Positiv C–c4 |           |       |
| 5.              | Gemshorn  | 8′    |
| 6.              | Rohrflöte | 4′    |
| 7.              | Prinzipal | 2′    |
| 8.              | Quinte    | 1 ⁄3′ |

| Pedal C–g1 |           |     |
| 9.         | Subbaß    | 16′ |
| 10.        | Choralbaß | 4′  |
| 11.        | Trompete  | 8′  |

Koppeln: II/I, I/P, II/P

### Glocken
Eine 1852 gegossene Glocke wurde 1917 für Kriegszwecke eingeschmolzen. In den Kriegsjahren 1939 und 1944 wurden erneut einige Glocken der Kirche eingeschmolzen. 1952 und 1953 wurden die Tauf- und die Vaterunser-Glocke gestiftet.  1961 stiftete das Ehepaar Mathilde und Eduard Röchling zwei weitere Glocken. Das Geläut besteht heute aus fünf Glocken, die alle von der Firma Mabilon in Saarburg gegossen wurden.
| Nr. | Name              | Gewicht (kg) | Durchmesser (m) | Inschrift |
| 1   | Sterbeglocke      | 1380         | 1,32            | O Land, Land, Land höre des Herrn Wort! (Jeremia 22, 29) |
| 2   | Gebetsglocke      | 680          | 1,04            | Kommt herzu, laßt uns dem Herrn frohlocken! (Psalm 95, 1) |
| 3   | Vaterunser-Glocke | 400          | 0,88            | Christus spricht: Ich bin die Auferstehung und das leben. Wer an mich glaubt, der wird leben, ob er gleich stürbe. (Johannes 11, 25)                                                                                                   |
| 4   | Trauglocke        | 280          | 0,78            | Seid fröhlich in Hoffnung, geduldig in Trübsal, haltet an am gebet. (Römer 12, 12) |
| 5   | Taufglocke        | 170          | 0,65            | Ans Vaterland ans teure schließ dich an, das halte fest mit dem ganzen Herzen! Zum unauslöschlichen Gedächtnis der gefallenen Helden meines Heimatdorfes aus glücklicher Heimkehr aus dem Weltkriege gestiftet: 1920 Julius Freidinger |